# Aerokopter
Aerokopter ist ein Hubschrauberhersteller in Poltawa in der Ukraine.

## Allgemeines
Das Unternehmen wurde am 14. Dezember 1999 als JSC CB Aerocopter von Igor V. Polituchyi, A. N. Zapishnyj und A. I. Polituchij gegründet, mit dem Ziel der Entwicklung eines leichten Hubschraubers. Man entschied sich für den Bau eines Zweisitzers mit einer Startmasse von 650 bis 750 kg. Am 12. Oktober 2001 ist der erste Helikopter geflogen. Der zweite Hubschrauber AK1-3 flog im Juli 2003. Weiters gab es Pläne, einen fünfsitzigen Hubschrauber zu bauen und mit einer AI-450-Turbine des Herstellers Iwtschenko Progress auszustatten.
Die Aerokopter Trade Company wurde 2005 in Charkow neu gegründet, um den Hubschrauber international zu vermarkten. Im November 2009 übernahm die Perla Group International Ltd. aus Dubai die Mehrheitsanteile an Aerokopter und plant die Fertigung nach Dubai zu verlegen.

## Produkte
- Aerokopter AK1-3 Sanka